# Felix Tangawarima
Felix Tangawarima, né le 23 mars 1958, est un ancien arbitre de football zimbabwéen et est actuellement responsable des arbitres de son pays. Il fut arbitre international de 1988 à 2003.

## Carrière
Il a officié dans des compétitions majeures :
- CAN 2000 (2 matchs) ;
- Jeux olympiques de 2000 (2 matchs) ;
- Coupe des confédérations 2001 (1 match) ;
- CAN 2002 (2 matchs) ;
- Championnat d'Europe de football espoirs 2002 (1 match).